# Parque nacional Canaima
El Parque Nacional Canaima es un parque nacional ubicado en el estado Bolívar, Venezuela. Fue instaurado el 12 de junio de 1962 y declarado Patrimonio de la Humanidad por la Unesco en el año 1994.
Se extiende sobre 30 000 km² hasta la frontera entre Brasil y Guyana, por su tamaño es considerado el decimoquinto parque nacional más grande del mundo. Cerca de 65% del parque está ocupado por mesetas rocosas, llamadas tepuyes. Estos constituyen un medio biológico único, presentando también un gran interés geológico. Sus acantilados escarpados y sus caídas de agua (incluyendo el Salto Ángel, que es la caída de agua más elevada del mundo, a 1283 m). En 1972 fue el escenario principal de la primera expedición venezolana documentada en llegar al Saltó Ángel: Churún Merú de Renny Ottolina; es el tercer parque nacional más grande de Venezuela, después del parque nacional Caura, creado en 2017 y el parque nacional Parima-Tapirapeco.

## Patrimonio de la Humanidad

Vista vía satélite del Monte Roraima.

En 1994 el parque nacional Canaima fue nombrado Patrimonio de la Humanidad por la Unesco, por ser una reserva natural que cuenta con relieves abruptos especiales y únicos en todo el mundo, los tepuyes, que son especies de mesetas de millones de años de antigüedad, con paredes verticales y cimas casi planas.
Los tepuyes más conocidos son el monte Roraima, el más alto y fácil de escalar de todo el parque, y el Auyan-tepui, el más visitado, pues en este se encuentra la catarata o caída de agua más alta del mundo, el Salto Ángel.
Los tepuy son rocas areniscas y datan del período en que América y África formaban un supercontinente. A este tipo de relieve se le conoce comúnmente como Macizo Guayanés.
El parque es hogar del pueblo pemón. Estos tienen una relación con los tepuyes y creen en que son el hogar de los espíritus «Mawari». El parque está en un sitio lejano a la civilización. Cuenta con pocas carreteras que conectan con otras ciudades cercanas, como Ciudad Guayana. El medio de transporte más común para recorrerlo es a través de canoas.

## Características

### Fauna
Canaima posee una fauna muy variada, la cual está distribuida a lo largo del parque de acuerdo a múltiples factores ambientales como la altura y el tipo de vegetación. Entre las especies que podemos encontrar están:

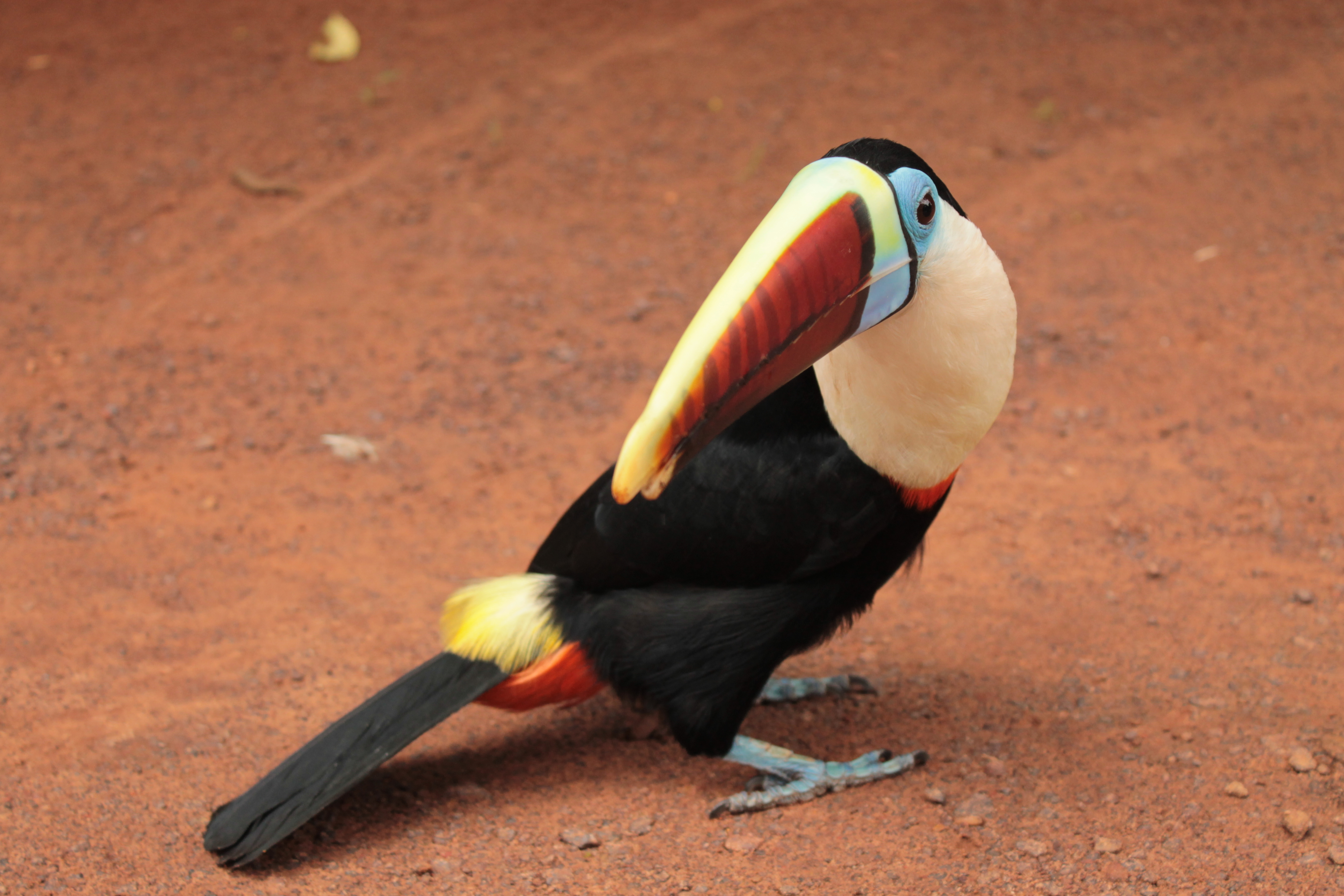
Tucán pechiblanco (Ramphastos tucanus) en Canaima.

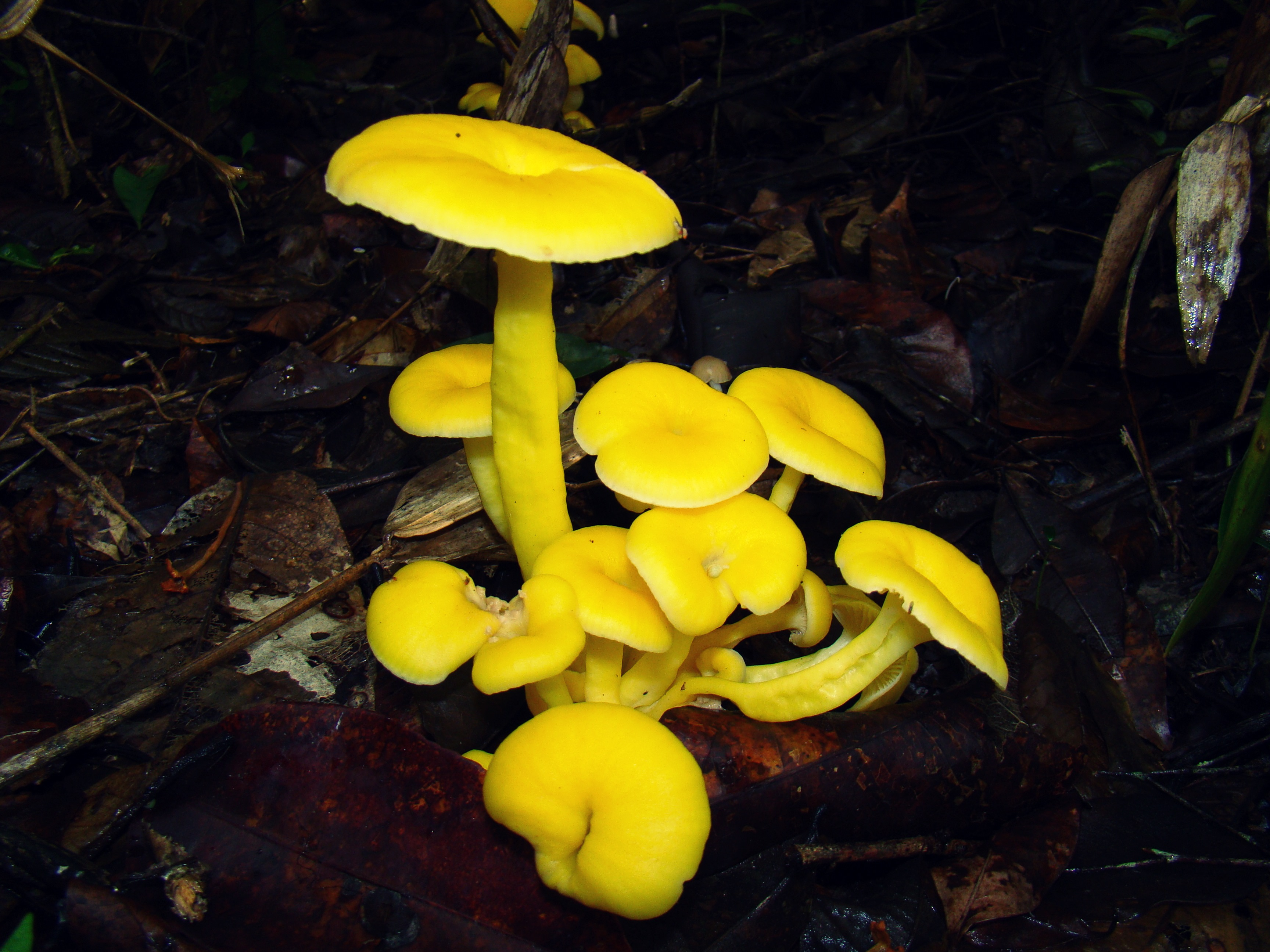
En Canaima se encuentran un gran número de plantas y ecosistemas que únicamente se encuentran en este parque nacional.

- Armadillo gigante (Priodontes maximus)
- Perro de agua gigante (Pteronura brasiliensis)
- Oso hormiguero gigante (Myrmecophaga tridactyla)
- Puma (Puma concolor)
- Jaguar (Panthera onca)
- Pereza de dos dedos (Choloepus didactylus)
- Mono viuda (Pithecia pithecia)
- Mono capuchino del Orinoco (Chiropotes satanas)
- Roedor endémico del tepuy Roraima (Podoxymys roraimae)
- Marsupial endémico del tepuy (Marmosa tyleriana)
- Águila arpía (Harpya harpyja)
- Guacamaya enana (Ara nobilis)
- Cotorra morada (Pionus fuscus)
- Sapito minero (Dendrobates leucomelas)
- Iguana Caribeña (Iguana delicatissima)
- Colibrí (Trochilinae)
- Diversas especies de Túcan (Género Ramphastidae)
- Serpiente Cuaima-Piña (Lachesis muta)
- Diversas especies de loros y guacamayos

### Flora
Existen más de 300 especies endémicas solo en La Gran Sabana. Y como son una gran variedad ,  solo les dejamos estos dos ejemplos:
- Géneros endémicos: Achnopogon, Chimantaea, Quelchia, Tepuia, Mallophyton, Adenanthe.
- Abundantes especies insectívoras de los géneros: Bromelia, Drosera, Heliamphora, Utricularia.[3]

### Hidrografía
El parque incluye la totalidad de la cuenca de la margen derecha del río Caroní, y dos de los saltos de agua más altos del mundo, el salto Ángel y el Kukenán y gran cantidad de cataratas de menor altura.

### Relieve

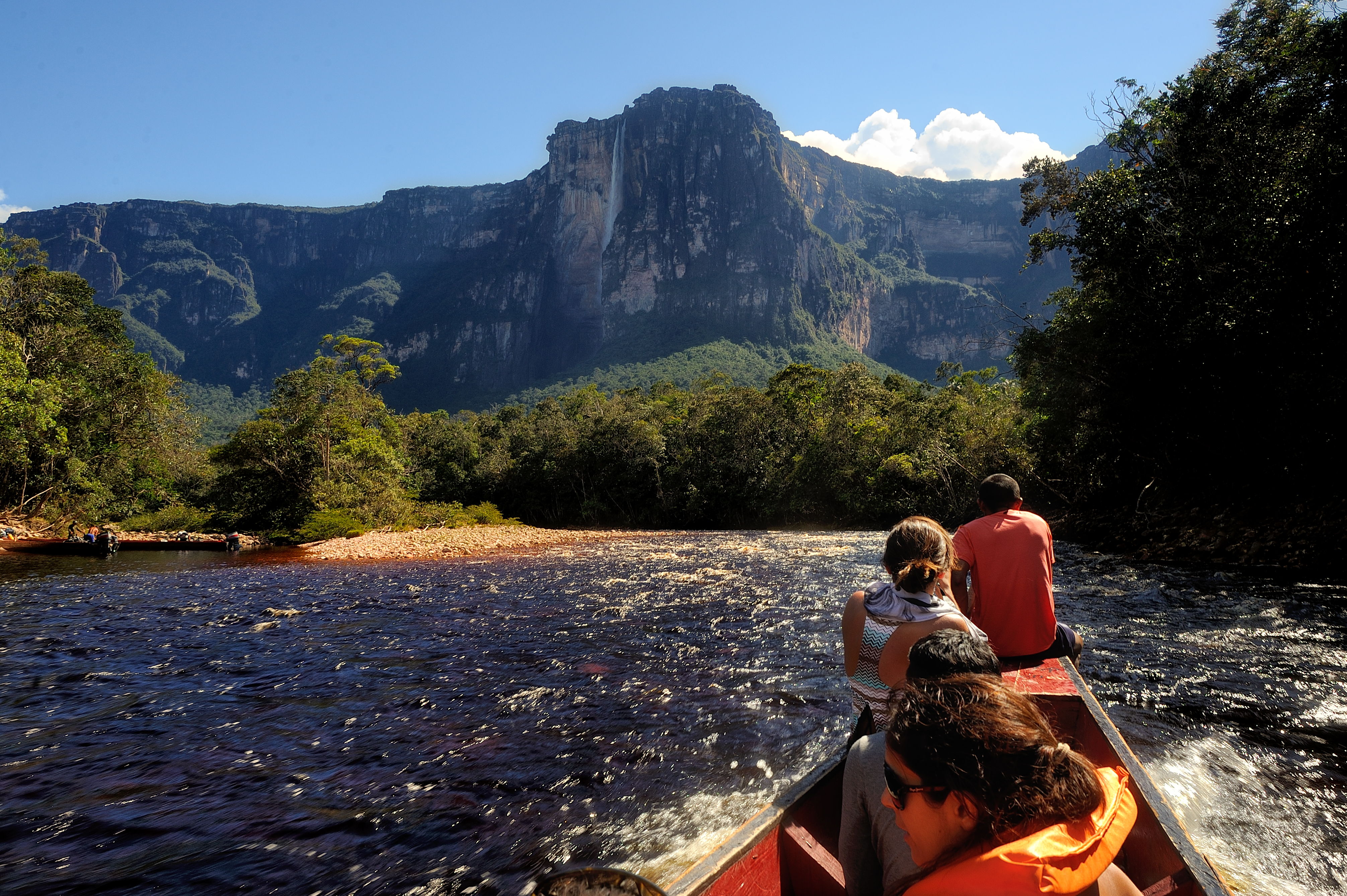
Vista del Salto Ángel desde el río churun.

La única forma de relieve son los tepuyes, que son mesetas con características inigualables, entre las que destacan sus paredes verticales y sus cimas prácticamente planas, aunque hay varios tepuyes que no cumplen estas reglas. Geológicamente constituyen restos de una cobertura sedimentaria formada por arenisca muy antigua que se superpone a una base de rocas ígneas (granito, principalmente) que es aún más antigua (casi 3 000 millones de años). Sobre sus cumbres habita una cantidad muy importante de especies endémicas muy específicas, tanto de vegetales como de animales. Algunas especies vegetales endémicas están categorizadas como “carnívoras”, que encuentran de este modo, una provisión de alimentos (insectos, principalmente) que son tan escasos en las cumbres. Estas formaciones tienen una edad geológica que oscila entre 1 500 y 2 000 millones de años, lo que las convierte en unas de las formaciones más antiguas del planeta. Los tepuyes más conocidos son: el Auyantepuy (de donde se desprende el Salto Ángel), El Roraima, El Kukenan y El Chimantá entre muchos otros.
La sierra de Rinocote, es una formación montañosa la misma abarca desde el monte Roraima , incluyendo las sierras de Supamo y Carapo. La sierra se encuentra cubierta en parte por una densa selva propia del escudo guayanés.

## Puntos de atracción turística

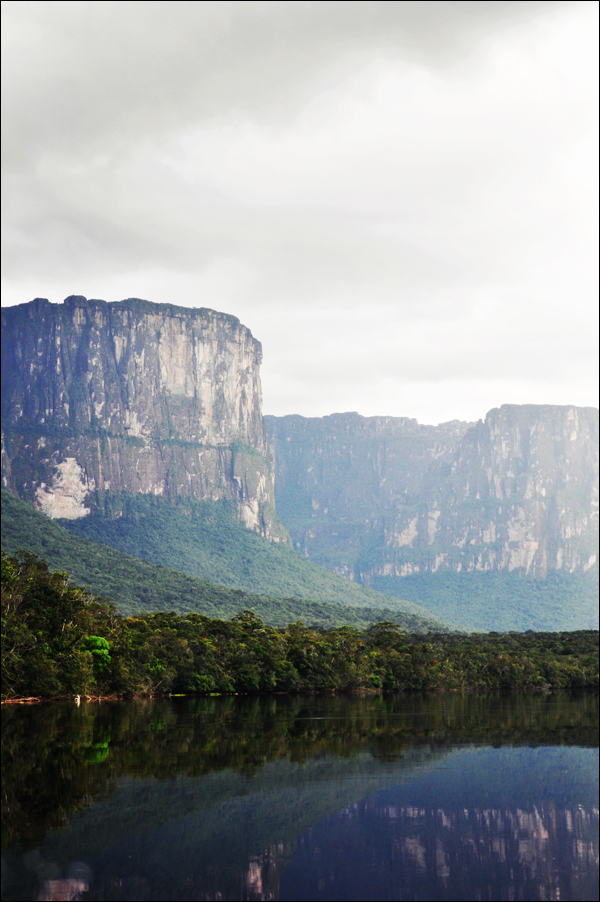
Vista del Auyantepui.

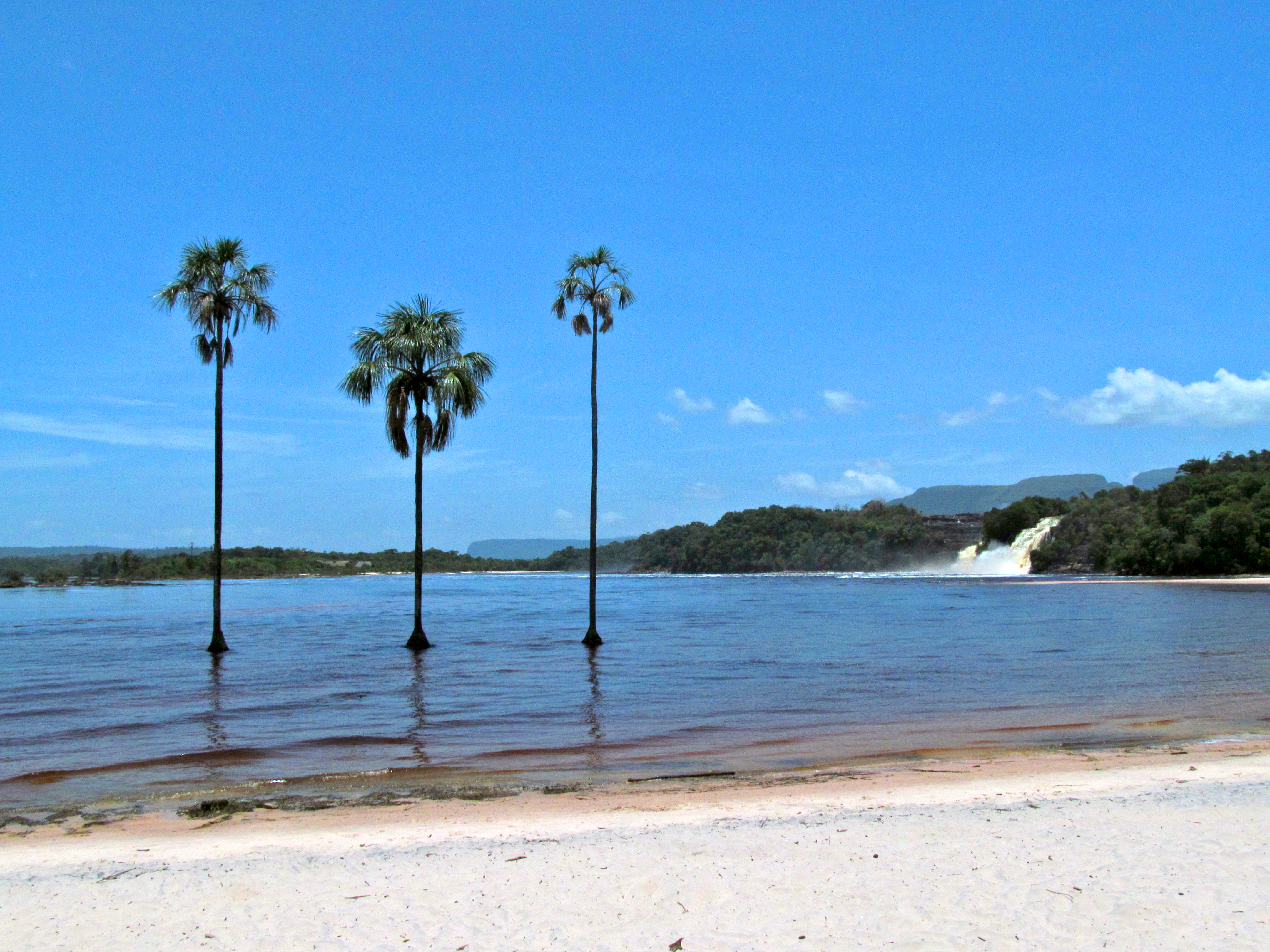
Laguna de Canaima.

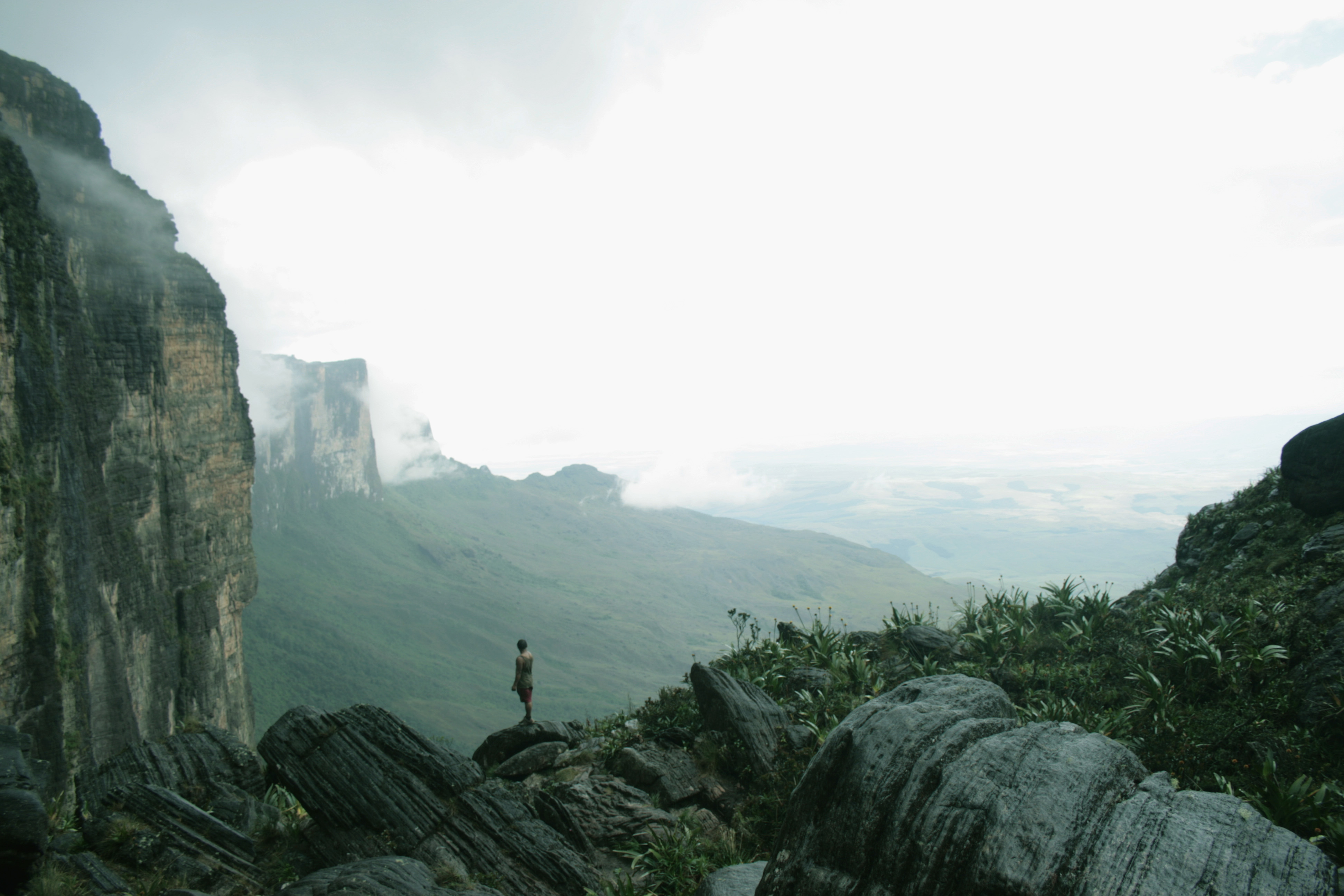
Cima del Monte Roraima.

### Sector occidental
- Salto del Yuri
- Salto el Sapo
- Rápidos de Mayupa
- Pozo de la Felicidad (Saró Marú)
- Isla Orquídea
- Isla Ratón
- El Salto Ángel o Kerepakupai Merú
- El Auyantepuy
- Poblado Indígena de Kavac
- Cueva Uruyén
- Poblado Indígena de Kamarata
- Comunidad Indígena de Wareipa
- Salto el Encanto
- Comunidad indígena Avak
- Poblado Indígena de Santa Cruz de Apauken
- Playa Roberto
- Comunidad Indígena Kanwaripa
- Río Caroní
- Aldea Indígena La Maloca
- Cuevas de Kavac
- Imawarí Yeutá

### Sector oriental
- La Piedra de La Virgen
- Salto El Danto
- La Arenaria
- Monumento al Soldado Pionero
- Río Aponwao I02
- Balneario Tarotá
- Quebrada Torhhjoncito
- Salto Toron merú
- Salto Karuay
- Salto Chinak merú (salto Aponwao)
- Parupa
- Anotén
- Salto Chivatón
- Misión de Kavanayen
- Rápidos de Kamoirán
- Salto Kama merú
- Arapán merú (Quebrada de Pacheco)
- Río Soruapa o Woimeri
- Comunidad Indígena San Francisco de Yuruaní
- Kako Parú o Quebrada de Jaspe
- Urué merú
- Salto Cuquenán ( en el Tepuy Kukenán o Matawí )
- Puente Río Kukenán
- Comunidad Indígena Paraitepui de Roraima
- Comunidad indígena Wonkén
- Monte Roraima